# Aurora Pro Patria 1919 2013-2014
Questa voce raccoglie le informazioni riguardanti la Aurora Pro Patria 1919 nelle competizioni ufficiali della stagione 2013-2014.

## Stagione
Nella stagione 2013-2014 a seguito della vittoria in Seconda Divisione, la Pro Patria partecipa al campionato di Prima Divisione, oltre che alla Coppa Italia Tim Cup e alla Coppa Italia di Lega Pro.
Il 12 giugno 2013 il patron Vavassori annuncia il suo disimpegno; per un mese si succedono trattative per il passaggio delle quote, che portano a un nulla di fatto; la squadra viene iscritta senza la necessaria fidejussione al 30 giugno; a 2 giorni dalla scadenza per la presentazione dei ricorsi, Vavassori ci ripensa e resta al timone della società.
La stagione ha pertanto inizio il 22 luglio, giorno in cui avviene il ritrovo e la successiva partenza per il ritiro di Arona. Il debutto ufficiale avviene in Coppa Italia, dove passa il turno in trasferta, (3-4) ai rigori contro la Paganese, per poi uscire al secondo turno (4-2) ai supplementari contro lo Spezia. Vengono riformulati i campionati, si chiude con la Lega Pro formulata su due gironi di Prima e tre di Seconda Divisione. Si formeranno per la prossima stagione 3 gironi di 20 squadre, per questo motivo nessuna squadra viene retrocessa in questa stagione di Prima Divisione. L'Aurora Pro Patria si piazza in 12ª posizione con 32 punti, Matteo Serafini con 10 reti è il miglior realizzatore, 8 in campionato e 2 in Coppa Italia Tim Cup,

## Divise e sponsor
Lo sponsor tecnico per la stagione 2013-2014 è Erreà, lo sponsor principale a centro maglia è ItalSempione (presente con il solo logo); sponsor secondario è Faciba Planet.
La prima maglia resta la classica biancoblu; la seconda maglia è arancione con inserti blu, come nella passata stagione
| 1ª maglia | 2ª maglia |

## Organigramma societario
Area direttiva
- Proprietario: Pietro Vavassori
- Amministratore unico: Fiorenzo Riva
- Direttore generale: Raffaele Ferrara

Area organizzativa
- Segretario generale: Saverio Granato
- Team manager: Vittorio Zullo

Area comunicazione
- Addetto stampa: Vittorio Zullo
- Delegato rapporti tifoseria: Cristian Moroni

Area tecnica
- Direttore sportivo: Italo Federici
- Allenatore: Alberto Colombo
- Allenatore in seconda: Giorgio Colleoni
- Preparatore atletico: Carlo Simonelli
- Preparatore dei portieri: Claudio Rapacioli

Area sanitaria
- Responsabile: Gianluca Castiglioni
- Medico sociale: Luigi Valcarenghi
- Fisioterapista: Remigio Del Sole

## Rosa
Aggiornata al 3 settembre 2013
| N. |                   | Ruolo | Calciatore              |
| -- | ----------------- | ----- | ----------------------- |
|    | Italia (bandiera) | P     | Ivano Feola             |
|    | Italia (bandiera) | P     | Giuseppe Messina        |
|    | Italia (bandiera) | D     | Cristian Andreoni       |
|    | Italia (bandiera) | D     | Riccardo De Biasi       |
|    | Italia (bandiera) | D     | Davide Guglielmotti     |
|    | Italia (bandiera) | D     | Daniele Mignanelli      |
|    | Italia (bandiera) | D     | Devis Nossa             |
|    | Italia (bandiera) | D     | Dario Alberto Polverini |
|    | Italia (bandiera) | D     | Alessandro Spanò        |
|    | Italia (bandiera) | D     | Marco Taino             |
|    | Italia (bandiera) | D     | Stefano Tonsi           |
|    | Italia (bandiera) | C     | Mirko Bruccini          |
|    | Italia (bandiera) | C     | Gianpaolo Calzi         |

| N. |                   | Ruolo | Calciatore                 |
| -- | ----------------- | ----- | -------------------------- |
|    | Italia (bandiera) | C     | Daniele Casiraghi          |
|    | Italia (bandiera) | C     | Gianmarco Gabbianelli      |
|    | Italia (bandiera) | C     | Marco Ghidoli              |
|    | Italia (bandiera) | C     | Luca Giannone              |
|    | Italia (bandiera) | C     | Nicholas Siega             |
|    | Italia (bandiera) | C     | Ambrogio Sorriso           |
|    | Italia (bandiera) | C     | Nicolò Tonon               |
|    | Italia (bandiera) | A     | Stefano Chiodini           |
|    | Italia (bandiera) | A     | Francesco Giorno           |
|    | Italia (bandiera) | A     | Diego Mella                |
|    | Italia (bandiera) | A     | Filippo Moscati            |
|    | Italia (bandiera) | A     | Matteo Serafini (capitano) |
|    | Italia (bandiera) | A     | Simone Vernocchi           |

## Calciomercato

### Sessione estiva(dal 01/07 al 02/09)
| Acquisti | Acquisti              | Acquisti     | Acquisti      |
| R.       | Nome                  | da           | Modalità      |
| -------- | --------------------- | ------------ | ------------- |
| D        | Marco Taino           | Savona       | fine prestito |
| C        | Marco Ghidoli         | Casale       | fine prestito |
| A        | Stefano Chiodini      | Verbano      | fine prestito |
| D        | Andrea Calandra       | Verona       | fine prestito |
| D        | Alessandro Spanò      | Pro Vercelli | fine prestito |
| D        | Daniele Mignanelli    | Lecco        | definitivo    |
| C        | Nicholas Siega        | Casale       | definitivo    |
| D        | Riccardo De Biasi     | Padova       | definitivo    |
| P        | Giuseppe Messina      | Catania      | comproprietà  |
| P        | Ivano Feola           | Chieti       | definitivo    |
| D        | Stefano Tonsi         | Atalanta     |               |
| C        | Nicolò Tonon          | Atalanta     |               |
| A        | Diego Mella           | Inter        | prestito      |
| C        | Gianmarco Gabbianelli | Inter        | comproprietà  |
| A        | Filippo Moscati       | Livorno      | prestito      |
| A        | Ambrogio Sorriso      | Novara       | comproprietà  |
| D        | Davide Guglielmotti   | Inter        | comproprietà  |
| C        | Daniele Casiraghi     | Lecce        | prestito      |

| Cessioni | Cessioni           | Cessioni      | Cessioni                         |
| R.       | Nome               | a             | Modalità                         |
| -------- | ------------------ | ------------- | -------------------------------- |
| D        | Christian Beccaro  | Padova        | fine prestito                    |
| A        | Simone Dell'Acqua  | Santarcangelo | svincolato                       |
| C        | Daniele Greco      |               | svincolato                       |
| A        | Riccardo Greco     | Varese        | fine prestito                    |
| C        | Luca Viviani       | Legnago       | svincolato                       |
| A        | Nicola Falomi      | Gavorrano     | svincolato                       |
| D        | Michele Bonfanti   | Renate        | svincolato                       |
| C        | Paolo Vignali      | Castiglione   | svincolato                       |
| P        | Andrea Sala        | Ternana       | prestito con diritto di riscatto |
| P        | Ivan Vavassori     | Bra           | [ 12 ]                           |
| D        | Andrea Botturi     | Bra           | [ 12 ]                           |
| D        | Giordano Pantano   | Sorrento      | svincolato                       |
| A        | Giuseppe Cozzolino | SPAL          | svincolato                       |
| C        | Luca Artaria       | Aosta         | svincolato                       |
| P        | Emanuele Carezza   | Agropoli      | prestito                         |
| D        | Andrea Calandra    | Olginatese    | prestito                         |

## Risultati

### Campionato

#### Girone di andata
| Arbitro: | Caso (Verona) |

|              |           |                              |
| Serafini 50’ | Marcatori | 72’ Abbruscato 74’ Brighenti |

| Arbitro: | Colarossi (Roma) |

|               |           |  |
| E. Marchi 15’ | Marcatori |  |

| Arbitro: | Martinelli (Roma) |

|              |           |  |
| Cesarini 47’ | Marcatori |  |

| Arbitro: | Sacchi (Macerata) |

|  |           |              |
|  | Marcatori | 58’ Girasole |

| Arbitro: | Vesprini (Macerata) |

|             |           |                        |
| Poletti 49’ | Marcatori | 34’ Bruccini 76’ Nossa |

| Arbitro: | Baroni (Firenze) |

|  |           |                  |
|  | Marcatori | 62’ De Silvestro |

| Arbitro: | Giovani (Grosseto) |

|             |           |              |
| G. Tulli 1’ | Marcatori | 84’ Giannone |

| Arbitro: | Ceccarelli (Rimini) |

|                        |           |  |
| M. Serafini 81’ (rig.) | Marcatori |  |

| Como 3 novembre 2013, ore 14:30 CET 9ª giornata | Como             | 0 – 0 referto | Pro Patria | Stadio Giuseppe Sinigaglia (1.813 spett.)\| Arbitro: \| Balice (Termoli) \| |
| Arbitro:                                        | Balice (Termoli) |               |            |                                                                             |

| Arbitro: | Lacagnina (Caltanissetta) |

|  |           |                      |
|  | Marcatori | 1’ Merini 44’ Geroni |

| Arbitro: | Albertini (Ascoli Piceno) |

|                        |           |                                 |
| Torregrossa 27’ (rig.) | Marcatori | 2’ (rig.) M. Serafini 43’ Calzi |

| Arbitro: | Giovani (Grosseto) |

|                 |           |          |
| M. Serafini 10’ | Marcatori | 6’ César |

| Arbitro: | Oliveri (Palermo) |

|              |           |           |
| Miracoli 12’ | Marcatori | 89’ Calzi |

| Arbitro: | Proietti (Terni) |

|                            |           |                                       |
| Polverini 32’ Giannone 51’ | Marcatori | 77’ Checchi 84’ Bracchi 90+3’ Manzoni |

| Arbitro: | Ranaldi (Tivoli) |

|                              |           |  |
| Dell'Agnello 67’ Corazza 79’ | Marcatori |  |

#### Girone di ritorno
| Arbitro: | Di Martino (Teramo) |

|            |           |  |
| Casoli 41’ | Marcatori |  |

| Busto Arsizio 12 gennaio 2014, ore 14:30 CET 17ª giornata | Pro Patria         | 0 – 0 referto | Pro Vercelli | Stadio Carlo Speroni (879 spett.)\| Arbitro: \| Pelagatti (Arezzo) \| |
| Arbitro:                                                  | Pelagatti (Arezzo) |               |              |                                                                       |

| Arbitro: | Verdenelli (Foligno) |

|                        |           |                                    |
| Giannone 20’, 55’, 66’ | Marcatori | 50’ Cesarini 88’ (rig.) Fr. Virdis |

| Arbitro: | Pierro (Nola) |

|                                |           |           |
| Pesenti 37’ (rig.) Calvano 80’ | Marcatori | 87’ Mella |

| Arbitro: | Marinelli (Tivoli) |

|                      |           |               |
| M. Serafini 36’, 42’ | Marcatori | 17’ Juan Cruz |

| Arbitro: | Albertini (San Benedetto del Tronto) |

|  |           |                 |
|  | Marcatori | 33’ M. Serafini |

| Arbitro: | Ros (Pordenone) |

|           |           |               |
| Calzi 85’ | Marcatori | 90+2’ Cinelli |

| Arbitro: | Tardino (Milano) |

|                       |           |  |
| Bocalon 12’, 73’, 84’ | Marcatori |  |

| Arbitro: | Balice (Termoli) |

|             |           |          |
| Ghidoli 63’ | Marcatori | 6’ Palma |

| Arbitro: | Giua (Pisa) |

|                |           |  |
| L. Mancuso 40’ | Marcatori |  |

| Busto Arsizio 23 marzo 2014, ore 14:30 CET 26ª giornata | Pro Patria                    | 0 – 0 | Lumezzane | Stadio Carlo Speroni\| Arbitro: \| Di Ruberto (Nocera Inferiore) \| |
| Arbitro:                                                | Di Ruberto (Nocera Inferiore) |       |           |                                                                     |

| Chiavari 6 aprile 2014, ore 15:00 UTC+1 27ª giornata | Virtus Entella   | 0 – 0 | Pro Patria | Stadio Comunale (1.814 spett.)\| Arbitro: \| Baroni (Firenze) \| |
| Arbitro:                                             | Baroni (Firenze) |       |            |                                                                  |

| Arbitro: | Colarossi (Roma) |

|                 |           |  |
| M. Serafini 75’ | Marcatori |  |

| Arbitro: | Luciano (Lamezia Terme) |

|                  |           |                               |
| M. Mancosu 45+1’ | Marcatori | 9’, 73’ Siega 70’ Gabbianelli |

| Arbitro: | Giua (Pisa) |

|           |           |                         |
| Spanò 75’ | Marcatori | 48’ Corazza 58’ Minesso |

### Coppa Italia
| Arbitro: | Dei Giudici (Latina) |

|                                     |                      |                                           |
| Franco Toppan Velardi Cioffi Amelio | Tiri di rigore 3 – 4 | Polverini Bruccini Serafini Ghidoli Nossa |

| Arbitro: | Manganiello (Pinerolo) |

|                                                                 |           |                      |
| Lisuzzo 55’ L. Ceccarelli 79’ Sansovini 105’ (rig.) Ebagua 116’ | Marcatori | 51’, 52’ M. Serafini |

### Coppa Italia Lega Pro
| Arbitro: | Giua (Pisa) |

|                                                    |           |                         |
| Bruccini 25’, 62’, 86’ Mella 65’ Giorno 79’ (rig.) | Marcatori | 36’ Rovelli 84’ Marsura |

| Arbitro: | Aversano (Treviso) |

|                |           |  |
| F. Moscati 58’ | Marcatori |  |

#### Girone A 3º turno
| Busto Arsizio 6 novembre 2013 1ª giornata | Pro Patria            | 0 – 0 | Cuneo | Stadio Carlo Speroni\| Arbitro: \| Mangialardi (Pistoia) \| |
| Arbitro:                                  | Mangialardi (Pistoia) |       |       |                                                             |

| Arbitro: | Ranaldi (Tivoli) |

|                         |           |  |
| Francoise 4’ Casoli 65’ | Marcatori |  |

## Statistiche
Statistiche aggiornate al 16 agosto 2013.

### Statistiche di squadra
| Competizione             | Punti | In casa | In casa | In casa | In casa | In casa | In casa | In trasferta | In trasferta | In trasferta | In trasferta | In trasferta | In trasferta | Totale | Totale | Totale | Totale | Totale | Totale | DR |
| Competizione             | Punti | G       | V       | N       | P       | Gf      | Gs      | G            | V            | N            | P            | Gf           | Gs           | G      | V      | N      | P      | Gf     | Gs     | DR |
| ------------------------ | ----- | ------- | ------- | ------- | ------- | ------- | ------- | ------------ | ------------ | ------------ | ------------ | ------------ | ------------ | ------ | ------ | ------ | ------ | ------ | ------ | -- |
| Lega Pro Prima Divisione | 0     | 1       | 0       | 0       | 1       | 1       | 2       | 0            | 0            | 0            | 0            | 0            | 0            | 1      | 0      | 0      | 1      | 1      | 2      | -1 |
| Coppa Italia             | -     | 0       | 0       | 0       | 0       | 0       | 0       | 2            | 0            | 1            | 1            | 2            | 4            | 2      | 0      | 1      | 1      | 2      | 4      | -2 |
| Coppa Italia Lega Pro    | -     | 0       | 0       | 0       | 0       | 0       | 0       | 0            | 0            | 0            | 0            | 0            | 0            | 0      | 0      | 0      | 0      | 0      | 0      | 0  |
| Totale                   | -     | 1       | 0       | 0       | 1       | 1       | 2       | 2            | 0            | 1            | 1            | 2            | 4            | 3      | 0      | 1      | 2      | 3      | 6      | -3 |

### Statistiche dei giocatori
| Giocatore       | Lega Pro Prima Divisione | Lega Pro Prima Divisione | Lega Pro Prima Divisione | Lega Pro Prima Divisione | Coppa Italia | Coppa Italia | Coppa Italia | Coppa Italia | Coppa Italia Lega Pro | Coppa Italia Lega Pro | Coppa Italia Lega Pro | Coppa Italia Lega Pro | Totale   | Totale | Totale      | Totale     |
| Giocatore       | Presenze                 | Reti                     | Ammonizioni              | Espulsioni               | Presenze     | Reti         | Ammonizioni  | Espulsioni   | Presenze              | Reti                  | Ammonizioni           | Espulsioni            | Presenze | Reti   | Ammonizioni | Espulsioni |
| --------------- | ------------------------ | ------------------------ | ------------------------ | ------------------------ | ------------ | ------------ | ------------ | ------------ | --------------------- | --------------------- | --------------------- | --------------------- | -------- | ------ | ----------- | ---------- |
| I. Feola        | 0                        | 0                        | 0                        | 0                        | 0            | 0            | 0            | 0            | 0                     | 0                     | 0                     | 0                     | 0        | 0      | 0           | 0          |
| G. Messina      | 1                        | 0                        | 0                        | 0                        | 2            | 0            | 0            | 0            | 0                     | 0                     | 0                     | 0                     | 3        | 0      | 0           | 0          |
| C. Andreoni     | 1                        | 0                        | 0                        | 0                        | 2            | 0            | 0            | 0            | 0                     | 0                     | 0                     | 0                     | 3        | 0      | 0           | 0          |
| R. De Biasi     | 0                        | 0                        | 0                        | 0                        | 0            | 0            | 0            | 0            | 0                     | 0                     | 0                     | 0                     | 0        | 0      | 0           | 0          |
| D. Guglielmotti | 0                        | 0                        | 0                        | 0                        | 0            | 0            | 0            | 0            | 0                     | 0                     | 0                     | 0                     | 0        | 0      | 0           | 0          |
| D. Mignanelli   | 1                        | 0                        | 0                        | 0                        | 2            | 0            | 0            | 0            | 0                     | 0                     | 0                     | 0                     | 3        | 0      | 0           | 0          |
| D. Nossa        | 1                        | 0                        | 1                        | 0                        | 2            | 0            | 1            | 0            | 0                     | 0                     | 0                     | 0                     | 3        | 0      | 2           | 0          |
| D. Polverini    | 1                        | 0                        | 1                        | 0                        | 2            | 0            | 1            | 0            | 0                     | 0                     | 0                     | 0                     | 3        | 0      | 2           | 0          |
| A. Spanò        | 0                        | 0                        | 0                        | 0                        | 0            | 0            | 0            | 0            | 0                     | 0                     | 0                     | 0                     | 0        | 0      | 0           | 0          |
| M. Taino        | 0                        | 0                        | 0                        | 0                        | 1            | 0            | 0            | 0            | 0                     | 0                     | 0                     | 0                     | 1        | 0      | 0           | 0          |
| S. Tonsi        | 0                        | 0                        | 0                        | 0                        | 0            | 0            | 0            | 0            | 0                     | 0                     | 0                     | 0                     | 0        | 0      | 0           | 0          |
| M. Bruccini     | 1                        | 0                        | 1                        | 0                        | 2            | 0            | 1            | 0            | 0                     | 0                     | 0                     | 0                     | 3        | 0      | 2           | 0          |
| G. Calzi        | 1                        | 0                        | 1                        | 0                        | 2            | 0            | 0            | 1            | 0                     | 0                     | 0                     | 0                     | 3        | 0      | 1           | 1          |
| D. Casiraghi    | 0                        | 0                        | 0                        | 0                        | 0            | 0            | 0            | 0            | 0                     | 0                     | 0                     | 0                     | 0        | 0      | 0           | 0          |
| G. Gabbianelli  | 1                        | 0                        | 0                        | 0                        | 2            | 0            | 1            | 0            | 0                     | 0                     | 0                     | 0                     | 3        | 0      | 1           | 0          |
| M. Ghidoli      | 0                        | 0                        | 0                        | 0                        | 2            | 0            | 0            | 0            | 0                     | 0                     | 0                     | 0                     | 2        | 0      | 0           | 0          |
| L. Giannone     | 1                        | 0                        | 0                        | 0                        | 1            | 0            | 0            | 0            | 0                     | 0                     | 0                     | 0                     | 2        | 0      | 0           | 0          |
| N. Siega        | 1                        | 0                        | 0                        | 0                        | 1            | 0            | 0            | 0            | 0                     | 0                     | 0                     | 0                     | 2        | 0      | 0           | 0          |
| A. Sorriso      | 0                        | 0                        | 0                        | 0                        | 0            | 0            | 0            | 0            | 0                     | 0                     | 0                     | 0                     | 0        | 0      | 0           | 0          |
| N. Tonon        | 1                        | 0                        | 0                        | 0                        | 2            | 0            | 0            | 0            | 0                     | 0                     | 0                     | 0                     | 3        | 0      | 0           | 0          |
| S. Chiodini     | 0                        | 0                        | 0                        | 0                        | 0            | 0            | 0            | 0            | 0                     | 0                     | 0                     | 0                     | 0        | 0      | 0           | 0          |
| F. Giorno       | 0                        | 0                        | 0                        | 0                        | 1            | 0            | 0            | 0            | 0                     | 0                     | 0                     | 0                     | 1        | 0      | 0           | 0          |
| D. Mella        | 1                        | 0                        | 0                        | 0                        | 0            | 0            | 0            | 0            | 0                     | 0                     | 0                     | 0                     | 1        | 0      | 0           | 0          |
| F. Moscati      | 1                        | 0                        | 0                        | 0                        | 0            | 0            | 0            | 0            | 0                     | 0                     | 0                     | 0                     | 1        | 0      | 0           | 0          |
| M. Serafini     | 1                        | 1                        | 1                        | 0                        | 2            | 2            | 2            | 0            | 0                     | 0                     | 0                     | 0                     | 3        | 3      | 3           | 0          |
| S. Vernocchi    | 0                        | 0                        | 0                        | 0                        | 1            | 0            | 0            | 0            | 0                     | 0                     | 0                     | 0                     | 1        | 0      | 0           | 0          |

## Giovanili

### Organigramma
Area direttiva
- Responsabile: Raffaele Ferrara
- Segretario settore giovanile: Cristian Moroni

Scuola Calcio
- Responsabile: Tino Borneo